# Neen Savage
Neen Savage est une paroisse civile et un hameau du Shropshire, en Angleterre.